# 에타 맥다니엘

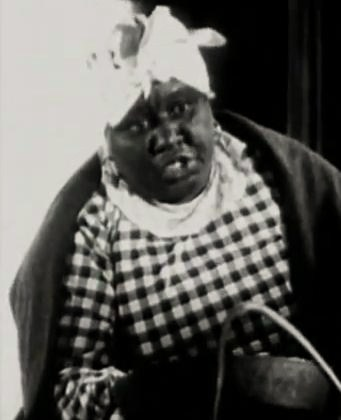

에타 맥다니엘(Etta McDaniel, 1890년 12월 1일 ~ 1946년 1월 13일)은 미국의 배우, 영화배우이다.
위치토에서 태어났으며 로스앤젤레스에서 사망하였다.

## 영화
- 드라큐라의 아들 (1943년)
- 데이 갓 위 컨버드 (1943년)
- 영웅의 여자 (1942년)
- 상어섬의 죄수 (1936년)
- 킹콩 (1933년)